# قلات غلجي
قلات غلجي، وتسمى أيضًا قلعة زابل أو قلات خلجي، أو ببساطة قلات أو كلات، هي مدينة في جنوب أفغانستان وعاصمة ولاية زابل. ويرتبط بالطريق السريع 1 مع قندهار إلى الجنوب الغربي وغزنة وكابول إلى الشمال الشرقي. سكان المدينة من البشتون ، ومعظمهم من قبيلة الغلجي، التي سميت المدينة على اسمها.
يبلغ عدد سكان قلات غلجي 49158 نسمة (2015). يوجد بالمدينة 4 مقاطعات للشرطة (nahias) بمساحة إجمالية قدرها 4820 هكتارًا  و 5،462 إجمالي عدد المساكن.
قلات غلجي هو مركز إقليمي يقع في جنوب أفغانستان. الأراضي القاحلة هي التصنيف السائد لاستخدام الأراضي بنسبة 59 ٪ من إجمالي الأراضي. في حين أن استخدام الأراضي الحضرية لا يمثل سوى 19 ٪ من إجمالي استخدام الأراضي، ضمن هذا التصنيف، هناك نسبة كبيرة من الأراضي المؤسسية (33 ٪). كما يوجد في قلات غلجي منطقتان صناعيتان متميزتان في المقاطعتين 2 و 3.
في عام 2006، تم بناء أول مطار في زابل بالقرب من قلعة. أصبحت قلات موطنًا لفريق إعادة الإعمار الإقليمي الذي تقوده الولايات المتحدة في زابل، والذي بدأ في المساعدة في مشاريع التنمية وبناء الحكم في جميع أنحاء الولاية.
في 13 أغسطس 2021، استولى مقاتلو طالبان على قلات غلجي، لتصبح العاصمة الإقليمية السابعة عشرة التي يُستولى عليها كجزء من هجوم طالبان الأوسع في عام 2021.

## التاريخ
في العصور الوسطى، كانت المنطقة داخل قلب قبيلة الخلج ‏. نشأت السلالة الخلجية في الهند من هذه المدينة. وبعض الخلج صاروا من البشتون ‏، وتحولوا إلى الغلزائي قبيلة من البشتون.
جاءت بعثة سياسية عبر المدينة في 16 أبريل 1857 في طريقها إلى قندهار للتوسط في معاهدة صداقة جديدة بين الحكومة البريطانية في بيشاور وأمير كابل. وكان في استقبال الحفل مجموعة أرسلها ولي العهد للترحيب بهم والاطلاع على إمدادات الحفلة. شُكلت سريتين من المشاة حتى يتمكن البريطانيون من تفتيش القوات. بعد ذلك أقيمت جلسة شورى.

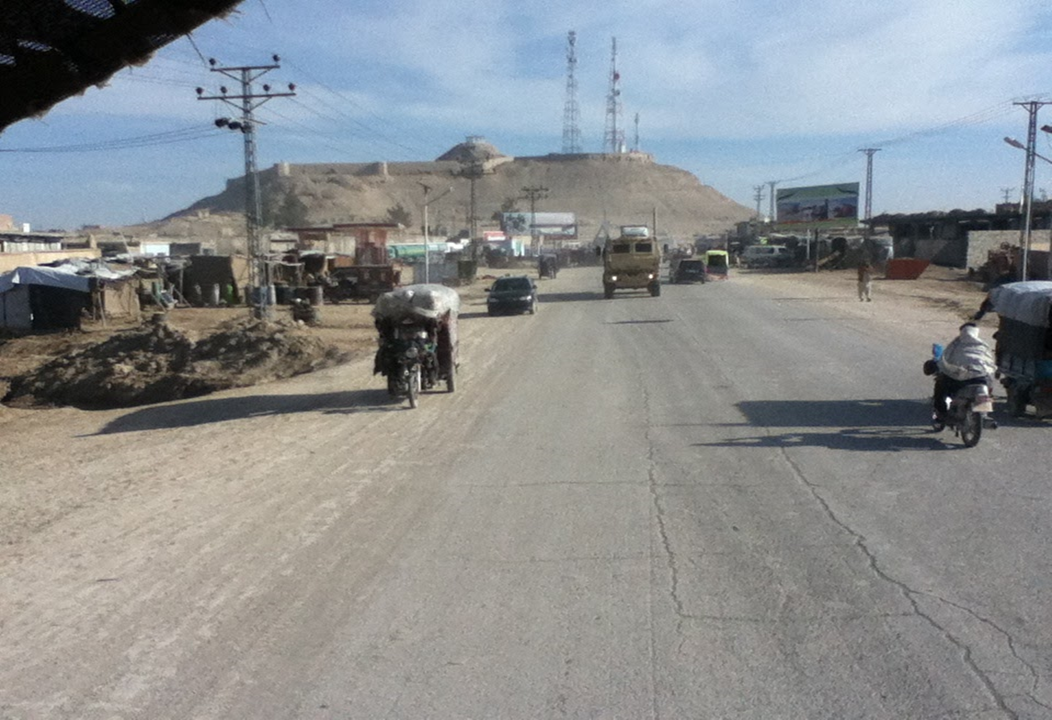
قلعة قلات في قلعة، محافظة زابل، أفغانستان حوالي ربيع 2013. التقطت الصورة من مركبة عسكرية أمريكية في دورية على الطريق السريع 1.

استولى شير علي خان على المدينة في 22 يناير 1867. في المعركة، فقد ابنه محمد علي، الذي قُتل في معركة واحدة على يد عمه. وقتل عمه بعد ذلك.

## المناخ
تتميز قلات غلجي بمناخ شبه قاحل (BSk) تحت تصنيف كوبن للمناخ. متوسط درجة الحرارة في قلات 13.6 درجة مئوية، بينما يبلغ متوسط هطول الأمطار السنوي 283 مم.

يوليو / تموز هو أكثر شهور السنة سخونة بمتوسط درجة حرارة 27.5 درجة مئوية. أبرد شهر هو يناير يبلغ متوسط درجة الحرارة فيه -2.9 درجة مئوية.
| البيانات المناخية لـQalati Ghilji | البيانات المناخية لـQalati Ghilji | البيانات المناخية لـQalati Ghilji | البيانات المناخية لـQalati Ghilji | البيانات المناخية لـQalati Ghilji | البيانات المناخية لـQalati Ghilji | البيانات المناخية لـQalati Ghilji | البيانات المناخية لـQalati Ghilji | البيانات المناخية لـQalati Ghilji | البيانات المناخية لـQalati Ghilji | البيانات المناخية لـQalati Ghilji | البيانات المناخية لـQalati Ghilji | البيانات المناخية لـQalati Ghilji | البيانات المناخية لـQalati Ghilji |
| الشهر                             | يناير                             | فبراير                            | مارس                              | أبريل                             | مايو                              | يونيو                             | يوليو                             | أغسطس                             | سبتمبر                            | أكتوبر                            | نوفمبر                            | ديسمبر                            | المعدل السنوي                     |
| --------------------------------- | --------------------------------- | --------------------------------- | --------------------------------- | --------------------------------- | --------------------------------- | --------------------------------- | --------------------------------- | --------------------------------- | --------------------------------- | --------------------------------- | --------------------------------- | --------------------------------- | --------------------------------- |
| متوسط درجة الحرارة الكبرى °م (°ف) | 3.5 (38.3)                        | 7.8 (46.0)                        | 15.5 (59.9)                       | 22.0 (71.6)                       | 27.4 (81.3)                       | 34.5 (94.1)                       | 36.4 (97.5)                       | 34.6 (94.3)                       | 30.5 (86.9)                       | 24.2 (75.6)                       | 17.5 (63.5)                       | 10.0 (50.0)                       | 22.0 (71.6)                       |
| المتوسط اليومي °م (°ف)            | −2.9 (26.8)                       | 1.3 (34.3)                        | 8.6 (47.5)                        | 14.2 (57.6)                       | 18.5 (65.3)                       | 25.0 (77.0)                       | 27.5 (81.5)                       | 25.4 (77.7)                       | 20.2 (68.4)                       | 14.2 (57.6)                       | 8.7 (47.7)                        | 2.4 (36.3)                        | 13.6 (56.5)                       |
| متوسط درجة الحرارة الصغرى °م (°ف) | −9.3 (15.3)                       | −5.1 (22.8)                       | 1.7 (35.1)                        | 6.5 (43.7)                        | 9.6 (49.3)                        | 15.5 (59.9)                       | 18.6 (65.5)                       | 16.2 (61.2)                       | 10.0 (50.0)                       | 4.3 (39.7)                        | 0.0 (32.0)                        | −5.1 (22.8)                       | 5.2 (41.4)                        |
| الهطول مم (إنش)                   | 35 (1.4)                          | 100 (3.9)                         | 62 (2.4)                          | 25 (1.0)                          | 1 (0.0)                           | 0 (0)                             | 0 (0)                             | 0 (0)                             | 0 (0)                             | 2 (0.1)                           | 16 (0.6)                          | 42 (1.7)                          | 283 (11.1)                        |
| المصدر: Climate-Data.org          |                                   |                                   |                                   |                                   |                                   |                                   |                                   |                                   |                                   |                                   |                                   |                                   |                                   |

## جهود إعادة الإعمار الأمريكية
في محاولة لتحقيق التنمية الاقتصادية في المنطقة، تم بناء أول مهبط طائرات في ولاية زابل خارج المدينة في عام 2006. إنه مدرج ترابي. جلبت الرحلة الأولى إمدادات إلى فريق إعادة الإعمار الإقليمي في زابل ومنظمات أخرى تحاول إعادة بناء المنطقة. بعد ثلاث سنوات، تم بناء مدرسة للبنات لمحاولة تحسين التعليم في المنطقة. تم التبرع بالمستلزمات المدرسية الأولية وسجاد الصلاة، كما قُدمت تبرعات منتظمة للكتب والمستلزمات المدرسية حتى مغادرة فريق إعادة الإعمار في عام 2013. أدت برامج المياه النظيفة في جميع أنحاء المدينة إلى تحسين توافر مصادر المياه النظيفة. في عام 2009، استكملت الجهود لتحسين نظام المياه في مستشفى مدينة قلات القديمة لتوفير مياه الشرب النقية للمرضى هناك.
ومع ذلك، لم تكن كل جهود إعادة الإعمار ناجحة. في عام 2006، بدأ البناء في منطقة اقتصادية جديدة للمدينة. من المفترض أن تكون منطقة تجارة وتطوير، بعشرة ملايين دولار وبعد ثلاث سنوات، معظم المباني غير مأهولة وغير صالحة للاستعمال إما بسبب نقص المهارات اللازمة لصيانة المباني أو بسبب عدم الحاجة إلى المبنى. ورفض حاكم ولاية زابل الانتقال إلى المنزل الجديد متذرعا بانعدام الأمن. قُتلت آن سميدنغهوف ‏، وهي دبلوماسية أمريكية تبلغ من العمر 25 عامًا، في سيارة انتحارية داخل المدينة في ربيع عام 2013.

## مواقع بارزة

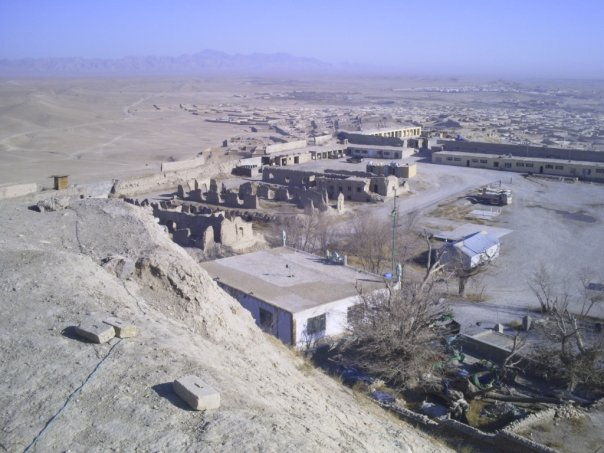
تدهور الثكنات داخل حصن مدينة قلات.

- يسيطر على الأفق المحلي قلعة شيدتها قوات الإسكندر الأكب.[22]
- غار بولان بابا، كهف بعمق 730 مترًا يستخدم تاريخيًا لأغراض دينية.[23]